# Basil Watson

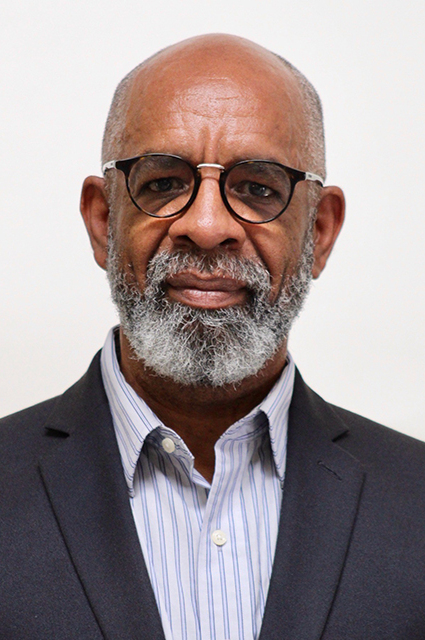
Basil Watson (2021)

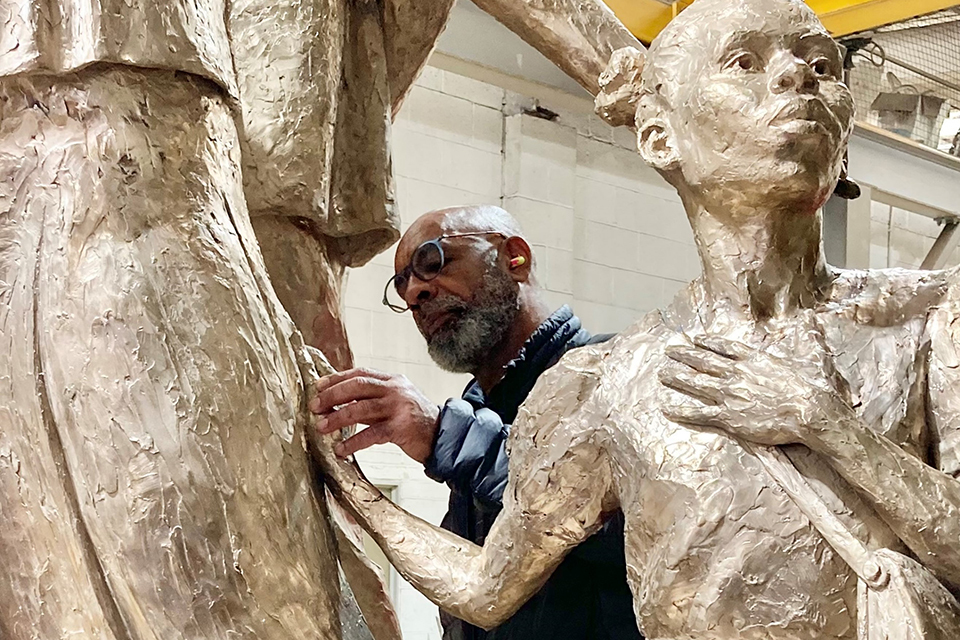
Watson mit dem National Windrush Monument

Basil Watson (geb. 1958 in Kingston (Jamaika)) ist ein jamaikanischer Bildhauer. Er ist Sohn des Malers Barrington Watson und Bruder des Bildhauers Raymond Watson.

## Biografie
Obwohl auf Jamaika geboren, verbrachte Basil die ersten vier Jahre seines Lebens in Großbritannien, bevor die Familie nach Jamaika zurückkehrte. Er besuchte das Kingston College in Kingston und später das Edna Manley College of the Visual and Performing Arts, ebenfalls in Kingston. Als er auf Jamaika als Künstler bereits etabliert war, hielt er es 2002 für seine internationale Karriere für das Beste, nach Atlanta in den Vereinigten Staaten zu emigrieren.

Seine künstlerischen Grundüberzeugungen beschreibt er so: 

„Als ich in den 1970er Jahren anfing, war die menschliche Figur schon etwas passé. Abstrakte Kunst und Expressionismus waren im Trend, aber ich hatte eine Leidenschaft für die Figur, von der mein Vater mir sagte, sie würde wiederkehren. Damals wurde in Jamaika viel experimentiert, aber ich blieb der Figur treu. Die Kunst hat sich an einen Punkt entwickelt, an dem wir viel integrativer sind. Es geht nicht mehr um den einen oder anderen Trend. Wir können alle koexistieren und eine Sprache sprechen.“

## Werke (Auswahl)
Watson vollendete im November 2006 eine Skulptur mit dem Titel „Balance“, die zu Ehren des hundertjährigen Bestehens des Doctor's Cave Bathing Club in Montego Bay aufgestellt wurde. Die Skulptur soll die Harmonie zwischen Mann und Frau darstellen und zeigt einen stehenden nackten Mann mit einem über dem Kopf ausgestreckten Arm und über ihm eine nackte Frau im Handstand auf einer Hand, die von der erhobenen Hand des Mannes gestützt wird. Insgesamt ist die Skulptur 4,5 Meter hoch.
Im Dezember desselben Jahres vollendete er eine Statue der Sprinterin Merlene Ottey, die vor dem jamaikanischen Nationalstadion aufgestellt wurde. Die 2,44 Meter hohe und 325 Kilogramm schwere Bronzeskulptur zeigt eine rennende Merlene Ottey, die mit ihrer rechten Hand in den Himmel greift. Premierminister Percival J. Patterson nahm an der Einweihung der Statue teil.
Ein weiteres Werk Watsons wurde im November 2009 dem Nationalstadion hinzugefügt, als Premierminister Bruce Golding die Skulptur des Sprinters Herb McKenley enthüllte. Weitere Statuen von Sportlern kamen hinzu, darunter im Dezember 2017 eine von Usain Bolt, ebenfalls von Basil Watson kreiert.
Werke von Basil Watson und seinem Sohn Kai, einem Maler, wurden im Oktober 2008 in New York auf der fünften jährlichen Ausstellung „Art Off the Main“ ausgestellt, die von der Savacou Gallery gesponsert wurde. Im Dezember desselben Jahres wurde Watson in die Liste der Künstler aufgenommen, die eingeladen wurden, Werke für die Biennale der National Gallery of Jamaica bereitzustellen.
Am 14. Januar 2021 wurde in Atlanta in der Nähe des Mercedes-Benz Stadium und im Beisein der Bürgermeisterin  Keisha Lance Bottoms eine Statue des Bürgerrechtsaktivisten Martin Luther King enthüllt, an der Basil Watson 2 Jahre gearbeitet hat.
In London wurde Basil Watson mit seinem Entwurf aus vier Finalisten ausgewählt, um das britische National Windrush Monument zu schaffen, das schließlich im Juni 2022 am Bahnhof London Waterloo enthüllt wurde.
Am 16. August 2024 wurde in Decatur im US-Bundesstaat Georgia eine Statue von John Lewis von Watson aufgestellt, an der Stelle, wo die United Daughters of the Confederacy 1908 einen Obelisken als Denkmal für die Konföderation errichtet hatten. Der Obelisk wurde 2020 entfernt.

## Ehrungen
Basil Watson ist Träger des Order of Jamaica (OJ). Für seine künstlerischen Leistungen wurde ihm 2016 von der jamaikanischen Regierung der Order of Distinction, Commander Class, verliehen.